# Карашицький сільський округ
Караши́цький сільський округ (каз. Қарашық ауылдық округі, рос. Карашикский сельский округ) — адміністративна одиниця у складі Сауранського району Туркестанської області Казахстану. Адміністративний центр — село Карашик.
Населення — 9824 особи (2021; 8267 у 2009, 6629 у 1999, 5496 у 1989).
Станом на 1989 рік існувала Карашицька сільська рада (села Бірлік, Карашик, Кизилшаруа, Кумтіим). 2007 року село Бірлік було включено до складу міста Туркестан. 2023 року ліквідовано село Каратобе.

## Склад
До складу округу входять такі населені пункти:
| Населений пункт           | Колишні назви | Населення, осіб (1989) | Населення, осіб (1999) | Населення, осіб (2009) | Населення, осіб (2021) |
| ------------------------- | ------------- | ---------------------- | ---------------------- | ---------------------- | ---------------------- |
| Каратобе, село            | Кизилшаруа    | 193                    | 209                    | 349                    | 47                     |
| Карашик, село             | -             | 4502                   | 5151                   | 6880                   | 8132                   |
| Кумтіим, село             | -             | 801                    | 1269                   | 1038                   | 1629                   |
| --Будинки районної дороги | -             | -                      | -                      | -                      | 16                     |